# Marion Laurent
 (avril 2015).
Marion Laurent, née en 1980 à Paris, est une illustratrice et auteure de bande dessinée française.

## Biographie
En 2001, après un bac littéraire et des études supérieures en Arts Graphiques, elle fait ses premiers pas dans le monde de la Bande Dessinée grâce à des stages aux éditions Cornélius et Charlie Hebdo.
Elle réalisera notamment la colorisation traditionnelle du tirage de tête du Carnet de Barcelone de Dupuy-Berberian.
Repérée en 2006 par Futuropolis, elle publie son premier roman graphique Entre deux averses qui s'inspire librement de la vie de sa grand-mère paternelle. Suivront rapidement deux autres ouvrages chez le même éditeur, qui auront souvent pour thème la transmission, la mémoire, la solitude.
En mars 2015 sort chez Casterman Comment naissent les araignées, son premier album en tant qu'auteure complète.
Depuis 2016, elle se tourne davantage vers l'illustration et réalise régulièrement des images pour la presse jeunesse et adulte, notamment Gallimard ou Le Monde.

## Publications
- Entre deux averses, 68 pages, aux éditions Futuropolis. 2006, dessin de Marion Laurent et scénario d'Arnaud Le Roux.
- Roudoudou blues, 76 pages, aux éditions Futuropolis. 2007, dessin de Marion Laurent et scénario d'Arnaud Le Roux.
- À l'ombre des murs, 112 pages, aux éditions Futuropolis. 2009, dessin de Marion Laurent et scénario d'Arnaud Le Roux.
- Comment naissent les araignées, 160 pages, aux éditions Casterman. 2015, scénario et dessin de Marion Laurent.
- À la découverte de l'Europe, 96 pages, aux éditions Gallimard Giboulées. 2023, illustrations de Marion Laurent.

## Prix et distinctions
- Sélection du Prix Artémisia 2016[5] pour Comment naissent les araignées
- Prix coup de cœur Lil'Art 2021[6]